# Baba O’Riley
A Baba O'Riley (nem hivatalosan nevezik Teenage Wastelandnek is) az angol The Who együttes kislemeze 1971-ből, a Who's Next albumról. A dal kiemelkedő helyet kapott a rocktörténelemben, a klasszikusrock-rádiók egyik kedvence lett. A címe Terry Riley zeneszerző és Meher Baba filozófus nevéből ered. Az előbbi minimal art művész a dal híres szintetizátor szólamát inspirálta, utóbbi nagy hatással volt Pete Townshendre, az együttes szólógitárosára. A Rolling Stone Minden idők 500 legjobb dalának listáján a 340. helyre sorolták.
A dal később a New York-i Helyszínelők (CSI:NY) című filmsorozat betétdala lett, sőt mivel a Helyszínelők című sorozat producere The Who-rajongó, az egyik nyomozó neve az alapsorozatban is O'Riley.

## Története
A dalt Pete Townshend írta a Lifehouse című projektjéhez, amely az 1969-es rockoperájuk, a Tommy folytatása lett volna. Miután a Lifehouse tervét elvetették, a hozzá készült dalok közül sok megjelent a Who's Next albumon. A dal kislemezként is megjelent Európa-szerte, kivéve Angliát.
Keith Moon dobosnak volt az elképzelése, hogy beillesszenek egy hegedűszólót a dal zárásánal, hogy a rockos hangzást egy klezmeres motívummal elegyítsék. Dave Arbus, az East of Eden tagja játszik a hegedűn. Roger Daltrey énekes koncerteken szájharmonikára cserélte a hegedűszólót.
Híres a dal innovatív volta a korai szintetizátoros kísérletezés miatt, amely Pete Townshend érdeme. Őt Terry Riley minimal art zeneszerző ihlette.